# Barbodes wynaadensis
Barbodes wynaadensis är en fiskart som först beskrevs av Day, 1873.  Barbodes wynaadensis ingår i släktet Barbodes och familjen karpfiskar. IUCN kategoriserar arten globalt som akut hotad. Inga underarter finns listade.